# Марк Валерий Фалтон
Марк Валерий Фалтон (на латински: Marcus Valerius Falto) е политик и генерал на Римската република по времето на Втората пуническа война.

## Биография
Произлиза от род Валерии, клон Фалтони. Вероятно е потомък на Квинт Валерий Фалтон (консул 239 пр.н.е.) или на неговия брат Публий Валерий Фалтон (консул 238 пр.н.е.).
Марк Фалтон е посланик с ранг квестор. През 205 пр.н.е. придружава делегацията на Марк Валерий Левин, която трябва да пренесе Магна Матер от Песинунт във фригия в Рим. Там той преговаря с Атал I, царят на Пергам, и за подписването на мирния договор, с който официално се слага край на Първата македонска война.
През 203 пр.н.е. той е курулски едил и е посланик в Испания. През 201 пр.н.е. е претор и командир на два легиона в боевете против Ханибал в Брутиум и Калабрия. Следващата година е пропретор и получава провинция Сардиния, където дава войници от неговите легиони за защитата на Сицилия.